# Rivière des Prairies
De Rivière des Prairies (rivier van (de heer) des Prairies) is een tak van de Ottawarivier in de Canadese provincie Québec. De rivier ligt ten noordwesten van de stad Montréal, en scheidt het Île de Montréal, het eiland waarop Montréal zelf ligt, van het Île Jésus, het eiland waar de voorstad Laval op ligt.
De Rivière des Prairies begint in het Lac des Deux Montagnes, en mondt uit in de Saint Lawrencerivier. De naam van de rivier komt van Monsieur des Prairies, die in 1610 per abuis deze rivier opvoer; zijn bestemming was eigenlijk bij de Lachine-stroomversnellingen aan de andere zijde van het Île de Montréal.
In de rivier bevindt zich een waterkrachtcentrale van 45 megawatt die is gebouwd in 1929 en overgenomen door het staatsbedrijf Hydro-Québec in 1944.

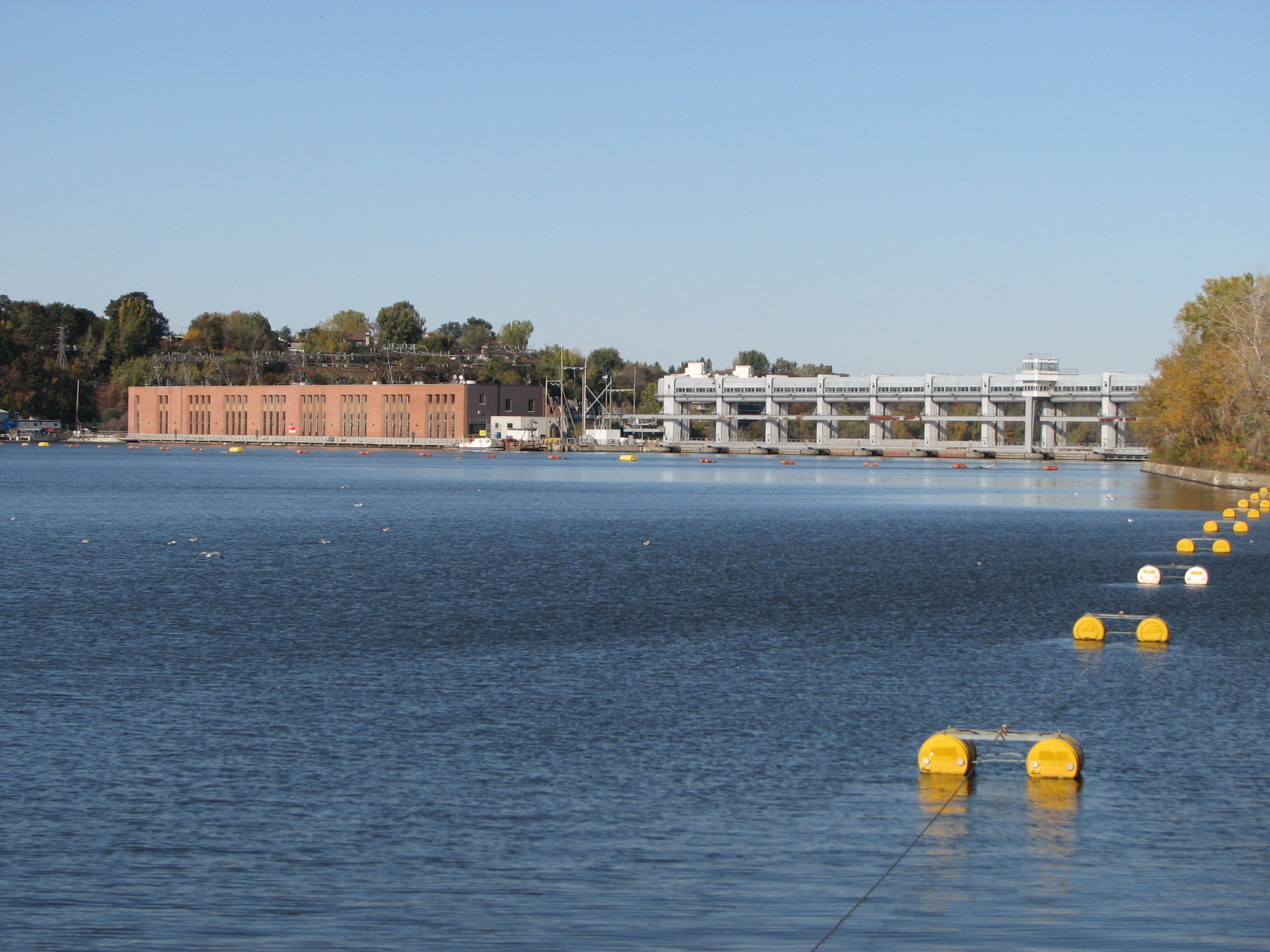
Waterkrachtcentrale in de Rivière des Prairies